# مارکوس دنیلسون
مارکوس دنیلسون (انگلیسی: Marcus Danielson؛ زادهٔ ۸ آوریل ۱۹۸۹) بازیکن فوتبال اهل سوئد است.
از باشگاه‌هایی که در آن بازی کرده‌است می‌توان به باشگاه فوتبال هلسینگبورگس اشاره کرد.
وی همچنین در تیم ملی فوتبال سوئد بازی کرده‌است.